# 1356年
| 千纪： | 2千纪 |
| 世纪： | 13世纪 \| 14世纪 \| 15世纪 |
| 年代： | 1320年代 \| 1330年代 \| 1340年代 \| 1350年代 \| 1360年代 \| 1370年代 \| 1380年代                                                                                   |
| 年份： | 1351年 \| 1352年 \| 1353年 \| 1354年 \| 1355年 \| 1356年 \| 1357年 \| 1358年 \| 1359年 \| 1360年 \| 1361年                                                         |
| 纪年： | 丙申年（猴年）；元至正十六年；徐壽輝天啟元年或太平元年；張士誠天佑三年；韓林兒龍鳳二年；越南紹豐十六年；日本南朝正平十一年，北朝文和五年、延文元年；高丽恭愍王五年 |

1356年是一個閏年，第一天是星期四。

## 大事记

### 亚洲

#### 中国

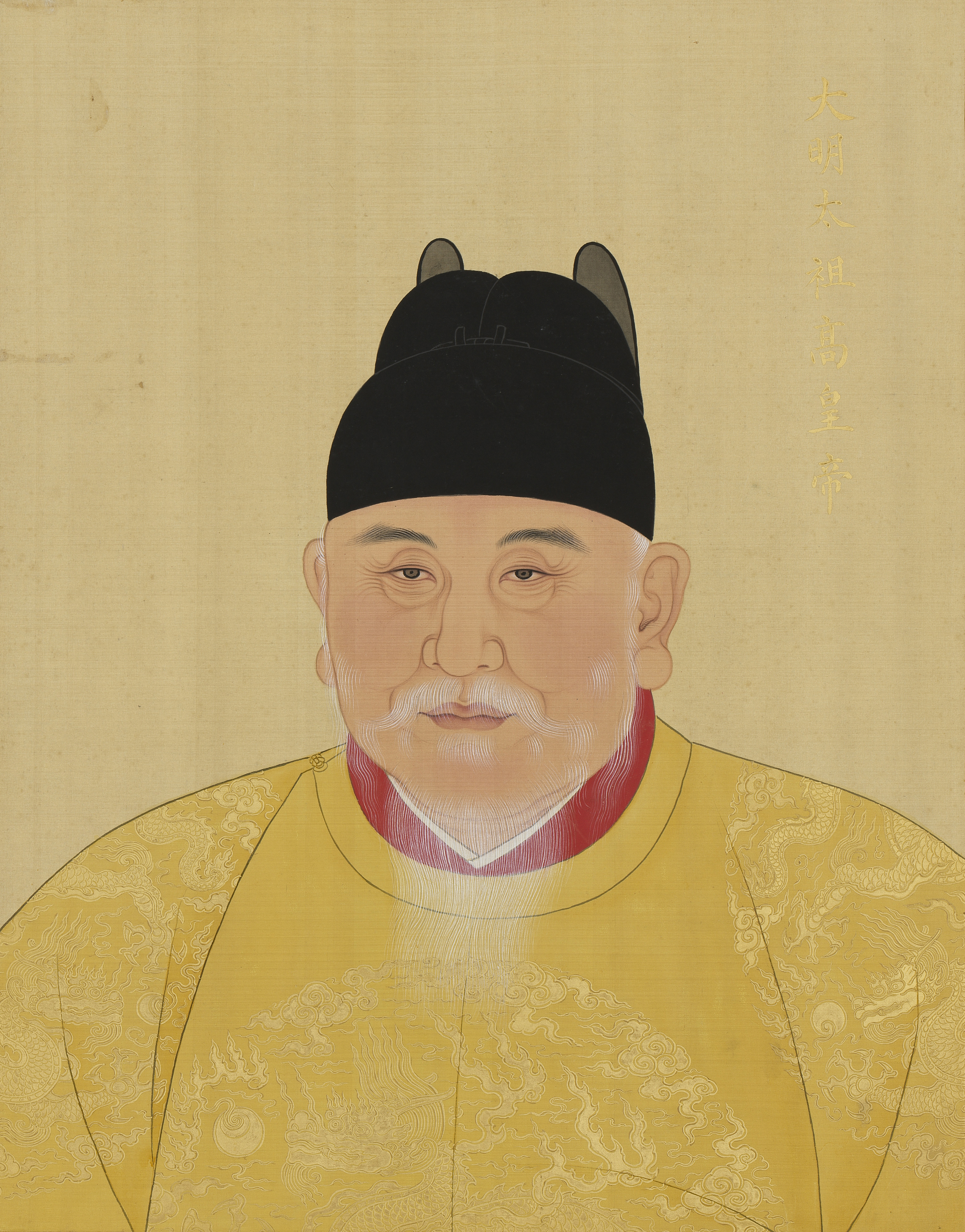
朱元璋

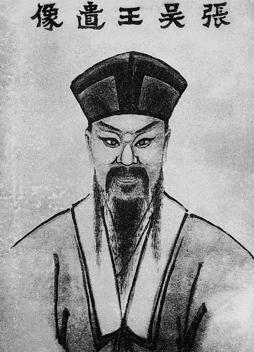
张士誠

- 元朝[註 2]（红巾军起义）
  - 正月：
    - 壬午朔，张士诚弟张士德陷常熟州[4]。
      - 同日，元廷令改福建道宣慰使司都元帅府[註 3]为福建行中书省[6][7]。

    - 戊子，元顺帝祭拜太庙[8]。
      - 同日，元廷中书平章政事帖里帖木儿提调国子监[9]。

    - 己丑，月球公转穿过昴宿星区天区，接近“昴宿西第一星”[10][11]。
    - 丁酉，元廷太保定住、太尉兼大宗正府札鲁忽赤月阔察儿请辞官，皆不被同意[12]。
    - 己亥，元廷命太尉阿吉剌开府，并设官属[13]。
    - 乙巳，元廷辽阳行省左丞相咬咬被任命为太子詹事，翰林学士承旨朵列帖木儿兼任詹事院同知[14]。
    - 丙午，元廷知枢密院事实理门兼任大府监卿[15]。
    - 戊申，云南土司阿芦降元，遣姪腮斡上贡[16]。
    - 庚戌，因秃鲁帖木儿揭发，元廷罢谋图废立的左丞相哈麻（哈玛尔）。[17][18][19]。
    - 辛亥，元廷免哈麻弟御史大夫雪雪（舒苏）职[20][21][22][23]。
      - 哈麻向其父秃鲁称其妹夫秃鲁帖木儿傲慢无礼，又可能会借其至正十四年引荐番僧之事[註 4]发挥，使两兄弟声誉受损，必定要除掉；同时他还谋划废顺帝，拥立太子。但他的妹妹偷听并告诉了秃鲁帖木儿，秃鲁帖木儿以此上表顺帝，两人谋划了除去哈麻兄弟的计划。秃鲁帖木儿潜藏尼姑庵，而哈麻兄弟则被禁止进入大内、随从也被解散。[25][註 5][22][24]。
      - 同日，元廷任搠思监为御史大夫，任定住为右丞相[26][註 6][28][29]。

    - 元廷行都水监添设少监、监丞、知事各一员[30]。
    - 蓟州地震十日，波及属下四县[註 7][33][34]。
    - 倪文俊迎徐寿辉至汉阳（今武汉汉阳）建都[35][36]。
      - 倪文俊实际掌握天完政权大权[37]。

  - 二月：
    - 壬子朔，张士德陷平江路（今苏州）[38]及湖州、松江、常州等路[39]。平江路守将逃离，元平江路总管贡师泰战败，也协印逃离，躲藏在海边[40][41]。张士诚改平江路为隆平府，自高邮迁都至此，并以承天寺作宫殿[42][43]。昆山、嘉定、崇明等州则投降[44]。
    - 癸丑，元廷秃鲁帖木儿请辞官，失败[45]。
      - 同日，搠思监向元顺帝奏哈麻兄弟罪恶[46]。

    - 甲寅，元廷命定住以右丞相兼回太保职，“中书一切机务，悉听总裁”[47]。
    - 丙辰，定住与平章政事桑哥失里再奏哈麻、雪雪兄弟罪恶，哈麻二人出城领旨，先被元廷命令分别贬至惠州、肇州，后被命令杖杀，家产被抄没[48][49][50][51]。
      - 同日，元廷以战功赐镇南王孛罗不花一万锭钞[52]。

    - 壬戌，元廷允许詹事伯撒里辞职[53]。
    - 乙丑，元廷禁止销毁、贩卖铜钱行为[54]。
    - 丙寅，元廷命翰林国史院、太常礼仪院制定顺帝奇皇后之前三代的谥号及王爵位号[55]。
    - 甲戌，元廷命六部等部门不限人等地举荐一人，由中书省任用至地方，有过者降职[56]。
      - 同日，元廷命蛮蛮为靖安王，赐印置官[57]。

    - 己卯，元廷命集贤直学士杨俊民祭曲阜孔子庙，并修葺庙宇[58]。
      - 同日，元廷下诏，要求军民维护山东盐法[59]。
      - 同日，元廷赐笃怜赤、怯薛丹三十人及物资予定住[60]。

    - 张士德陷常州，改常州路为毗陵郡[61]。
    - 朱元璋遣部将常遇春奇袭采石元军[註 8]，主帅蛮子海牙（曼济哈雅）遁逃[64]。

  - 三月：
    - 辛巳朔，元廷复设酒课提举司[65]。
      - 同日，元廷命帖里帖木儿与参知政事成遵等人讨论颁布钞法[66]。
      - 同日，朱元璋自太平沿长江向集庆进军[67]。

    - 壬午，徐寿辉复攻襄阳[68]。
    - 癸未，元廷接受台臣上奏之收回国有牧马草地，并以大司农募人开发，收租以补国用的提议[69]。
      - 同日，朱元璋军破江宁镇，元将陈兆先及其军三万六千人共降[67][70]。

    - 丁亥，元廷买马六万匹以补军用[71]。
    - 戊子，元廷令宣让王帖木儿不花及威顺王宽徹普化出兵守怀庆路，并各自进行赏赐[72]。
    - 庚寅，朱元璋以冯国用为先锋，先下蒋山，后陷集庆（今南京），元御史大夫福寿、参政伯家奴（伯嘉努）、达鲁花赤达尼达思（达尼达斯）、治书侍御史贺方战死（集庆之战）[73][74]，元水军元帅康茂才欲逃往镇江，未遂投降[75][76]。改集庆路为应天府，征辟十余人[77]。
      - 元廷追赠福寿卫国公、金紫光禄大夫、江浙行省左丞相、上柱国，上谥号忠肃[78]。

    - 癸巳，张士诚从高邮迁都自隆平府立国，国号“大周”，自称“周王”，颁行历法，改至正十六年为天佑（天祐）三年，以李行素为丞相[79]。
    - 丙申，元廷命搠思监管理承徽寺[80]。
      - 同日，倪文俊攻陷常德路，总兵俺都剌逃跑[81][82]。
      - 同日，朱元璋遣徐达、汤和、张德麟、廖永安等人攻镇江[83]。

    - 丁酉，元廷在杭州设江浙行枢密院，以江浙行省左丞相达识帖木儿兼知行枢密院事，代行指挥诸军民官[84][85]。
      - 同日，徐达、汤和等人陷镇江，元苗军将杨完者遁逃、守将段武及平章定定战死[86]，蛮子海牙遁逃投奔张士诚；又攻金坛、丹阳等地，改镇江路为江淮府，由徐达、汤和驻守[87]。江淮府后又改为镇江府[88]。“黄包军”统领陈保二降朱[89]。

    - 戊申，方国珍复降元廷，获封海道运粮漕运万户兼防御海道运粮万户[90][91]，其兄方国璋获封衢州路总管兼防御海道事[92]。
    - 有“兩日相盪”，两个太阳来回移动的奇观出现[93]。
    - 元廷遣脱欢督答失八都鲁河南军。此时答失八都鲁在围攻亳州，与刘福通对垒，从早到晚大战数个时辰，中途答失八都鲁坠马，其子孛罗帖木儿让马并掩护其逃离，直到半夜才回到营中[94]。
    - 元濠泗义兵元帅张明鉴叛，部属被称为“青军”、“长枪军”，占据扬州，元镇南王退至淮安[95]。

  - 春季（不明月份）
    - 河南行省爆发大瘟疫[96]。
    - 开封州祥符县有牛生出双头犊，不到两天便死亡[97]。

  - 四月：
    - 辛亥朔，元廷任搠思监为中书左丞相[98]。
    - 壬子，张士诚部将赵打虎陷湖州，改湖州路为吴兴郡[99]。
    - 丙辰，元廷命资正院使普化为御史大夫[100]。
    - 丁巳，元廷命左丞相搠思监领经筵事、中书平章政事悟良哈台与普化并知经筵事[101]。
    - 庚申，元廷任河南行省左丞相卜兰奚为湖广行省平章政事、加答失八都鲁为金紫光禄大夫[102]。
    - 癸亥，火星公转穿过（室宿）垒壁阵星官天区，临近“垒壁阵西方第四星”[103]。
    - 乙丑，朱元璋军克金坛县[87][104]。
    - 丙寅，元廷命太子与陕西行省军合攻均州、房州、南阳州[105]。
      - 同日，元廷辽阳行省平章政事奇伯颜不花加位大司徒[106]。

    - 丁卯，元廷任陕西行台御史大夫朵朵为陕西行省左丞相、大司农咬咬为辽阳行省左丞相；知枢密院事实理门于濟寧分院、翰林学士承旨脱脱加官知詹事院事[107]。
    - 壬申，元廷命豫王阿剌忒纳失里与陕西行省军共征义军[108]。
    - 己卯，元廷命悟良哈台兼职太子谕德[109]。
    - 本月，顺帝前往元上都[110]。
    - 张士诚部将史文炳陷松江[111]。

  - 五月：
    - 壬辰，金星公转穿过鬼宿星区天区，临近“鬼宿西北星”[112][113]。
    - 癸巳，金星临近“鬼宿积尸气”[114][115]。
    - 甲午，月球公转穿过斗宿星区天区，临近“斗宿南第二星”[116][117]。
    - 丙申，倪文俊陷澧州路[118]。
    - 丁酉，月球公转穿过垒壁阵星官天区，临近“垒壁阵西方第一星”[119][120]。
    - 乙巳，起义军进攻辰州，被守将和尚击败[121]。
    - 蓟州大雨反复[122]。
    - 新设之福建等处行中书省设于福州路，以江浙行省平章政事左答纳失里、南台中丞阿鲁温沙为平章政事，闽海道廉访使庄嘉为右丞、元帅吴绛为左丞，司农丞讷都赤、益都路总管卓思诚为参政[123]。

  - 六月:
    - 甲寅，元廷江浙行省平章政事三旦八同苗军杨完者部共防嘉兴路[124]。
    - 乙丑，朱元璋部将邓愈率邵成、华云龙等攻克广德路，驻守在此，改为广兴府[125][126]。
    - 彰德路有苇叶层叠似旗、尖端似枪，被寓意为“民皆流离”、“杀伐遭殃”；又有黍长似文字“天下太平”、“天下刀兵”[127]。
    - 长枪军琐南班、程述率一部渡江，进逼宣城[128]。
    - 张士德率军陷杭州路，杀江浙行省平章政事左答纳失里，元江浙行省丞相达识帖睦迩（达实特穆尔）逃至富阳[129][130][131]。
      - 杭州黄仲起家，其妻、其女、其妾、其弟妻、弟幼子及乳母皆因张士诚入城而自杀[132]。

    - 卜颜帖木儿自徐寿辉处夺回池州[133]。
    - 雷州大地震[134]。

  - 夏季（不明月份）
    - 起义军攻陷崇德县，吴守正妻与女躲入小舟，在被侵犯前投河[135]。

  - 七月：
    - 己卯朔，朱元璋于应天自称“吴国公”，置江南行中书省，遥尊韩林儿之宋为首，用龙凤纪年[136]。
      - 同日，元廷遣中书省断事官撒迪罕前往高丽，命高丽恭愍王出兵助其讨伐起义军[137]。

    - 癸未，元廷任翰林学士禿鲁帖木儿为侍御史[138]。
    - 丁酉，“太阴犯垒壁阵”，月球公转穿过垒壁阵星官天区[139][註 9]。
    - 彰德路有李树结果像小黄瓜，被寓意为“民皆無家”[140]
    - 张士诚被留守之元万户普贤奴及自嘉兴增援的杨完者苗军击败，退出杭州路[129]。
      - 杨完者战后升为江浙行省右丞[129]。

    - 张士诚起兵攻镇江，被徐达击败于龙潭[141]。后徐达反攻常州，俘获张士德。

  - 八月：
    - 己酉朔，张士诚部将江通海降于朱元璋[142]。
    - 丙辰，元奉元路判官王渊等起兵收复商州，被元廷升为同知关商襄邓等处宣慰司事[143][144]。
    - 己未，起义军攻河南行省，被元参知政事洪丑驴击败[145]。
    - 丁卯，月球公转穿过昴宿星区天区，临近“昴宿西北星”[146][147]。
    - 庚午，倪文俊陷衡州路，杀元元帅甄崇福[148]。
    - 甲戌，在张宿星区天区（正东方）观测到朝西南向的一尺青白色彗星[149][150]。
    - 顺帝从上都归大都[151]。
    - 黄河决堤，致使山东发大水[152][153]。
    - 长枪军攻陷宣城，杀元故礼部尚书汪泽民[154]。
    - 史文炳以数万人攻嘉兴，遇伏大败而归[155]。

  - 九月：
    - 戊寅朔，朱元璋将江淮府改回为镇江府[156]。
    - 庚辰，汝、颖起义军李武、崔德等部破潼关，杀参知政事述律杰[157][158]。
    - 壬午，豫王、同知枢密院事定住率元军复潼关，河南行省平章政事伯家奴守关[159][160]。
    - 丙申，潼关复陷，后李武、崔德等军又被豫王部击败。[161][162]。
    - 戊戌，起义军攻破陕州、虢州[163]、封锁殽山、函谷，后为元知枢密院事答失八都鲁遣兵部尚书察罕帖木儿、李思齐攻打，元军先拿下殽山、灵宝县，后在平陆、安邑击败起义军，起义军于阳津县相持数月，最终溃逃，城池被元廷夺回。察罕帖木儿本年已升为兵部尚书、嘉議大夫，战后又官升中奉大夫、佥河北行枢密院事[164][165][166]。
      - 同日，元廷再任太尉纳麟为江南诸道行台御史大夫，行台驻地迁至绍兴路[167]。绍兴路录事司达鲁花赤迈里古思被征为行台镇抚[168]。

    - 元廷准设江州等处宣慰使司都元帥府，命江西行省平章政事道童、火你赤建制[169]。
    - 福建行省官署在福州路正式运行，福建宣慰使司都元帅府关停[170]。

  - 秋季（未知月份）
    - 元河南行省左丞相太不花攻下唐州、随州、安陆、沔阳、德安以及蕲州，并改任湖广行省左丞相，以诸军征讨起义军[171][172][173]。

  - 十月：
    - 丁未，大名路有流星东南向坠地，产生青黑色光亮狗状陨石，表面光滑，太史称作“天狗”，为元廷藏于府库[174][註 10][175]。
    - 戊申，张士诚兵败常州后欲于朱元璋议和，终不得成[176]。
    - 戊午，张宿星区天区的青白色彗星消失[149]。
    - 乙丑，淮北红巾军赵君用攻克淮安（今江苏省淮安市），杀元镇南王、元臣褚不华与其子伴哥[177][178]。
    - 元廷罢免太尉也先帖木儿[179]。
    - 元廷中书左丞吕思诚改任大司农卿[180]
    - 元廷答失八都鲁军自亳州移师陈留[181]。

  - 十一月：
    - 丙戌，元廷任老的沙、答里麻失里为詹事[182]。
    - 丁亥，观测到大如酒杯的青白色五尺彗星，自东北向东南行，过境声响如雷[183]。
    - 壬辰，月球公转穿过井宿星区天区，临近“井宿東扇上星”[184][185][註 11]。
    - 张士诚再攻徐达军，大败[187]。徐达复围常州，久不下[188]。
    - 刘福通攻河南、山东、河北等地，陷河南，河南廉访副使俺普逃跑。[189]。
    - 元廷答失八都鲁部攻破刘福通军在夹河的城寨[190]。
    - 元廷在沂州路置河南廉访司及分枢密院，分枢密院下隶有兵马指挥使司[191]。

  - 十二月：
    - 庚申，元廷答失八都鲁部进军高柴店，进围太康。[192][193]。
    - 辛酉，答失八都鲁军攻陷太康，斩首数万，杀刘福通丞相王显忠、罗文素，俘虏张敏、孙韩等部将[192][194]。
      - 战后，答失八都鲁遣孛罗帖木儿上大都汇报战果，元廷赐其前三代王爵，拜答失八都鲁为河南行省左丞相、知行枢密院事，驻守开封；拜答失八都鲁弟识里木为云南行省左丞相；拜孛罗帖木儿为四川行省左丞相[192]。

    - 倪文俊攻陷岳州路，杀威顺王之子歹帖木儿（岱特穆尔）[195][196]。
    - 元湖广参知政事也先帖木儿（额森特穆尔）與左江义兵万户邓祖胜合军复衡州[197][198]。
    - 刘福通败后，元军进而陷韩林儿都亳州，刘福通挟韩林儿、杨太后走安丰[199][200]。
    - 江南诸道行台开始运作[201]。
    - 甯国路（宁国路）红巾军谢国玺寇广兴府，为邓愈所击败，并俘其总管武世荣[202][203]。
      - 战后，邓愈部将费子贤攻下武康、安吉[204]。

  - 未知时间：
    - 元廷下诏免除沿海州县三年田租，并赐年帛[205]。
    - 因浙西被起义军占领、浙江粮食无法北运，元廷命大司農司丞危素在雄州、霸州屯田补给大都，号“京粮”[206][207]。
    - 元廷詹事院长史达礼麻识理升参议詹事院事[208]。
    - 元廷中书左丞乌古孙良桢官升为荣禄大夫，被赐玉带[209]。
    - 元廷翰林学士承旨李好文上书元太子劝学，太子接受[210]。
    - 哈麻死后，元廷迎回前丞相脱脱骸骨[211]。
    - 元陕西行台监察御史李尚絅上表《关中形圣急论》十二条[212]。
    - 大同路秦城乡有水稻长出一茎多穗、多茎一穗[213]。
    - 郑州河阴县河水决堤，冲溃官署民房[214]。
    - 衍圣公孔克坚任山东道肃政廉访使[215]。
    - 秋季前，太不花驻军南阳、嵩州、汝州，招降百万人，大振军威。[216][217]。
    - 淮南行省左丞相太平将驻地自济宁移至益都[218]。
      - 太平本年改任辽阳行省左丞相，为大都送粮，“處置有法，所致甚多而民不擾”[219]。

    - 元淮南行省右丞相余阙抵御池州起义军赵普胜两次，双方对垒一月，赵普胜退却。元臣怀宁县达鲁花赤百家奴战死[220][221]。
    - 元建德路总管伯颜不花的斤升为衢州路达鲁花赤[222]。
    - 元枢密院判官董抟霄自安东州进军，守泗州，进抵海宁，数败起义军，被元廷升为同佥淮南行枢密院事[223][224]。后就防御起义军之策上书元廷[225]。
    - 元威顺王自怀庆返军武昌，后以水陆军出军沔阳、汉阳，中途搁浅于汉川县鸡鸣汊，被倪文俊突袭焚船，子报恩奴自杀、接待奴与佛家奴战死，妻妾尽失于此战，威顺王逃至陕西[226][227]。
    - 苗军驻杭州时，放纵其军士掠夺民众。迈里古思在绍兴斩杀数名抢掠之苗军，使苗军不敢再入境[228]。
    - 元义兵元帅方家奴驻守杭州北关，杀人劫财，江浙行省平章庆童上书达识帖木儿控诉此事，方家奴因而被斩首[229]。
      - 杨完者驻守杭州时，向庆童提亲，欲娶其女，在达识帖木儿压力下，庆童被迫接受此事[230]。

    - “苏友龙。贼犯杭州，省臣皆遁，参政樊执敬独以死自誓。友龙说执敬曰：“明公以身殉国，义则得矣，如一城百姓何？今城中健儿不下数十万，府库银绢以万计，募兵战而不胜，死未晚也。”执敬不能用，策马赴贼而死。友龙与掾李枢慕民杀贼，一贼首偿钱二百五十缗，数日内杀贼万计。未几，平章教化复杭州，友龙口不言功。 ”[231]
    - 元翰林侍讲学士丑的升江南浙西道肃政廉访使，有事迹[232]。
    - 四川辰州人杨汉降于完者都[233]。
    - 婺州、处州大旱[234]。
    - 元赣州路达鲁花赤全普庵撒里升为江西行省参政，在赣州分省[235]。
    - 温州有大风灾害[236]。
    - 元江西行省左右司郎中普颜不花先是改任江西廉访副使，后被召回任为益都路达鲁花赤，又改任山东廉访使，最后任中书参知政事[237]。
    - 元江西肃政廉访使吴当调检校章迪率兵与兵部尚书黄昭攻抚州，杀起义军将胡志学，收复崇仁、宜黄，定建州、抚州地[238][239]。
      - 江西行省参知政事朵歹厌恶吴当、黄昭，将两人分别任命为抚州路总管、临江路总管，属下军队受火你赤节制。后因火你赤杀从事官范淳、章迪，引起军队不满，火你赤便上书称吴当、黄昭难当大任，两人被解职[240][241]。

    - 元永春县尹卢琦改任宁德县尹[242]。
    - 广东起义军黄常与黄仲刚攻打惠州，为何真所击败，黄仲刚战死。何真因而升广东道宣慰司元帅[243][244]。

#### 日本
- 南北朝时代（室町幕府）
  - 4月29日（和历三月廿八日）——日本北朝后光严天皇改元“延文”[245]。

#### 朝鲜
- 高丽王朝
  - 五月：

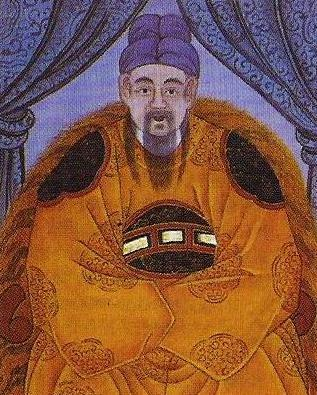
高丽恭愍王

    - 丁酉，大司徒奇辙、太监权谦、庆阳府院君卢頙等人欲在宫廷宴会上举事推翻恭愍王，但事泄被杀。[246]
      - 恭愍王后来又杀元颢、韩可贵、沔城君具荣俭等人[247]。

    - 同月，恭愍王自元朝属下独立，废征東等處行中書省，遣印珰等率军攻鸭江以西八站[248]、柳仁雨等率军攻双城总管府[249]。

  - 六月：
    - 癸丑，高丽军渡过鸭绿江，攻破婆娑府等地[250]。
    - 乙亥，高丽停用元朝至正年号，元朝威胁进攻[251]。

  - 七月：
    - 乙酉，置忠勇四卫[252]。
    - 丁亥，高丽复原官制[253][254][255]。
      - 同日，柳仁雨军攻占双城总管府[256]。

    - 丁酉，元朝使者至鸭绿江，欲与朝鲜议和[257]。
    - 戊申，恭愍王斩印珰，上表元朝重新称臣[258]。
      - 重用元朝年号。

  - 十月：
    - 甲寅，元朝遣使复好[259]。
      - 朝鲜仍实际控制双城、三撒等地。

    - 丙寅，济州动乱。[260]

#### 印度
- 布卡一世（英语：Bukka Raya I）继任毗奢耶那伽罗帝国皇帝 [261]。

### 欧洲

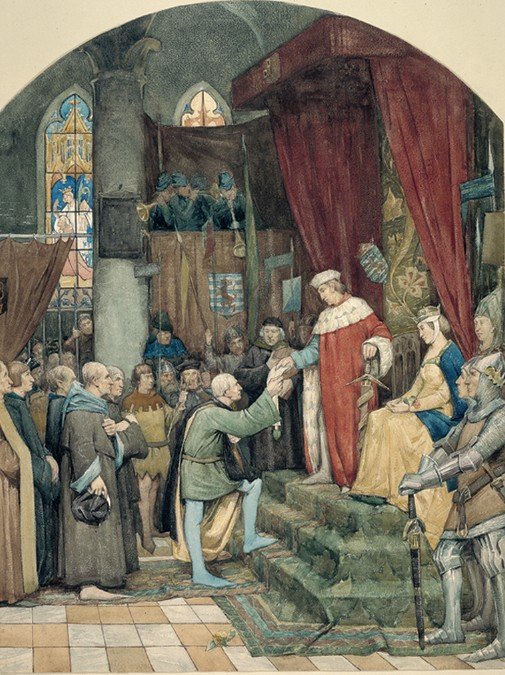
让娜取得布拉班特统治权（后世画作）

- 1月3日——布拉邦特女公爵让娜和公爵卢森堡的温塞斯拉斯一世在布鲁塞尔举行入城庆典，并颁布宪章（荷蘭語：Blijde Inkomst van 1356），规定了布拉邦特境内城市的各项权利，限制领主权力。
- 1月6日——英格兰国王爱德华三世率领军队离开纽卡斯尔，向被苏格兰王国占领的特威德河畔贝里克进军（第二次苏格兰独立战争（英语：Second War of Scottish Independence）贝里克围城战（英语：Sieges of Berwick (1355 and 1356)））。

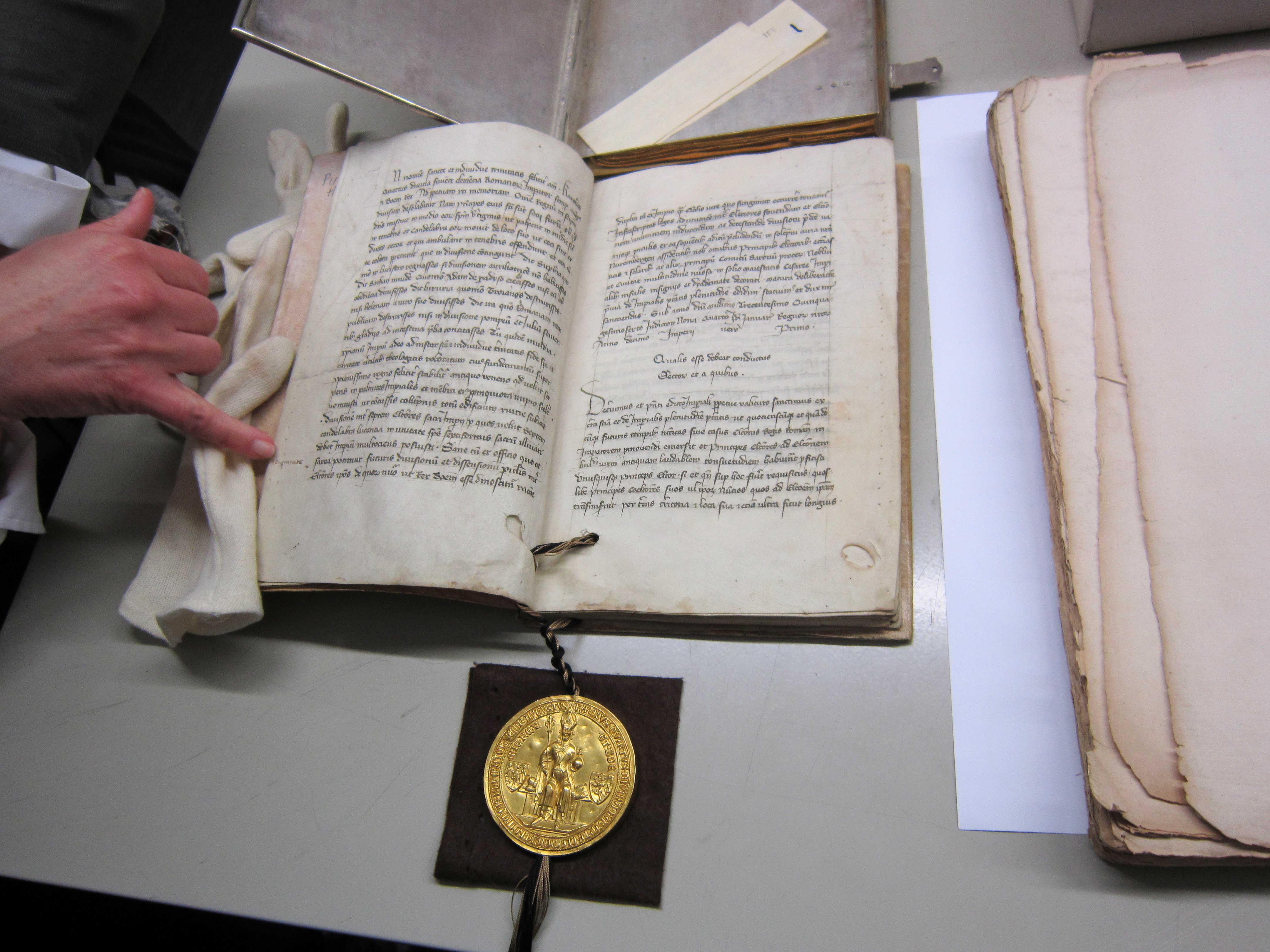
特里尔版本金璽詔書

- 1月10日——神圣罗马帝国皇帝查理四世，在紐倫堡帝国议会（英语：Diets of Nuremberg）上颁布了著名的憲章《1356年金璽詔書》的第一部分（第1-23章）[262]，確立了日後神羅皇帝以選舉產生，帝國境內有七位選帝侯享有此重要權力，分別是美因茲大主教、科隆大主教、特里爾大主教等三位教會選侯；波希米亞國王、萊茵普法爾茨伯爵、薩克森-維滕贝格公爵、勃蘭登堡藩侯等四位世俗選侯[263]。除此之外，这一部分的金璽詔書还明令禁止了任何形式的城市联盟（英语：Städtebund）和其他公共同盟。
  - 萨克森-维滕贝格公国因此被皇帝升格为萨克森选侯国。
- 1月13日——爱德华三世的军队夺回特威德河畔贝里克，贝里克围城战结束。
  - 战后，爱德华三世移师并驻扎于罗克斯堡（英语：Roxburgh）。
- 1月20日——受英格兰支持的苏格兰王位觊觎者爱德华·巴里奥将自称的苏格兰国王头衔让予爱德华三世以换取退休金。
- 1月26日~2月——爱德华三世率军向爱丁堡前进，在苏军的焦土政策与英军的沿途洗劫下，洛锡安地区遭到严重破坏（第二次苏格兰独立战争“燃烧的圣烛节（英语：Burnt Candlemas）”）。
  - 2月上旬——爱德华三世攻占爱丁堡，并于哈丁敦驻扎，等待海上补给。
  - 2月中旬——因补给船在海上被摧毁，爱德华三世决定撤退。
  - 2月下旬——英军撤退至卡莱尔并解散。苏军开始反击。
- 2月5日——在前任主教约翰·温德洛克（德语：Johann Windlock）被暗杀后，阿尔伯特·冯·霍恩贝格（德语：Albert II. von Hohenberg）与乌尔里希·冯·弗里丁根（德语：Ulrich von Friedingen）两人被同时选举为康斯坦茨主教（德语：Liste der Bischöfe von Konstanz）。
- 2月末——温塞斯拉斯一世在布拉班特的统治权得到确认[264]。
- 3月14日——荷兰与乌得勒支在苏斯特爆发了一场战斗，荷兰最终胜利（鱼钩与鳕鱼战争（英语：Hook and Cod wars）苏斯特之战（荷兰语：Slag bij Soest））[265]。

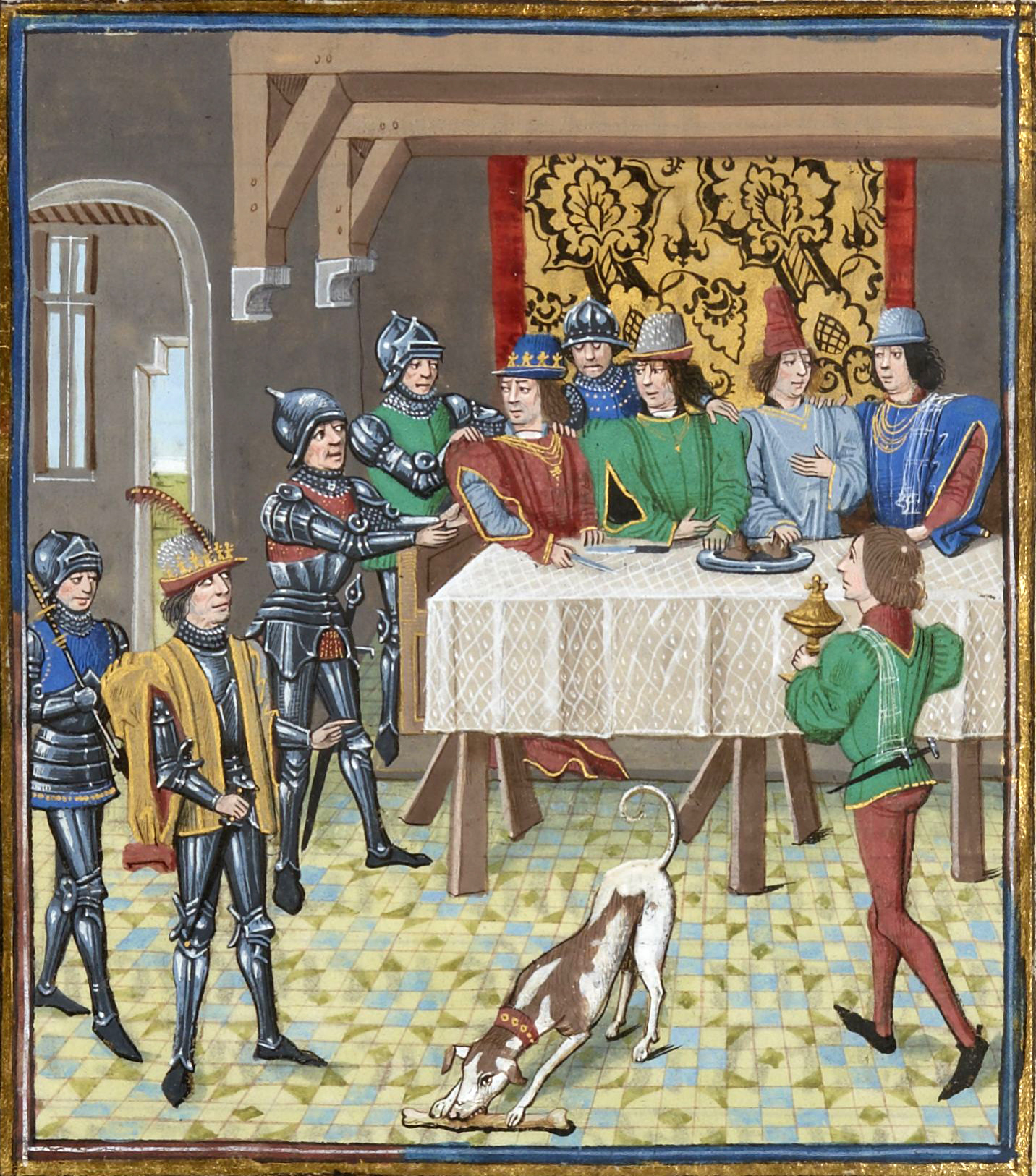
約翰二世抓捕纳瓦拉的卡洛斯（后世画作）

- 4月5日——法王約翰二世以意图谋反的理由在鲁昂抓捕了纳瓦拉的卡洛斯二世和他的支持者，并将他的四个支持者斩首。
- 4月18日——英格兰与苏格兰达成新的停战协定。
- 6月~7月——英法百年战争兰开斯特的骑行劫掠行动（英语：Lancaster's chevauchée of 1356），兰开斯特公爵亨利率英军渡过英吉利海峡，与被法军抓捕的纳瓦拉的卡洛斯二世的支持者们一同劫掠了安茹地区。
- 6月15日——佛兰德伯爵路易二世为夺取布拉邦特公国而向女公爵让娜宣战，布拉邦特王位继承战争（英语：War of the Brabantian Succession）爆发。
- 6月23日——巴伐利亚-施特劳宾公爵、荷兰伯爵威廉一世从去世的母亲，埃诺女伯爵（英语：Count of Hainaut）玛格丽特二世处继承了埃诺伯国。
- 6月30日——荷兰与乌得勒支签订停战协议，荷兰承认埃姆内斯等地归属乌得勒支。
- 8月——乔瓦尼·多芬（英语：Giovanni Dolfin）在特雷维索被选举为威尼斯总督。他后来成功突破匈牙利军队的包围，回到威尼斯即位。

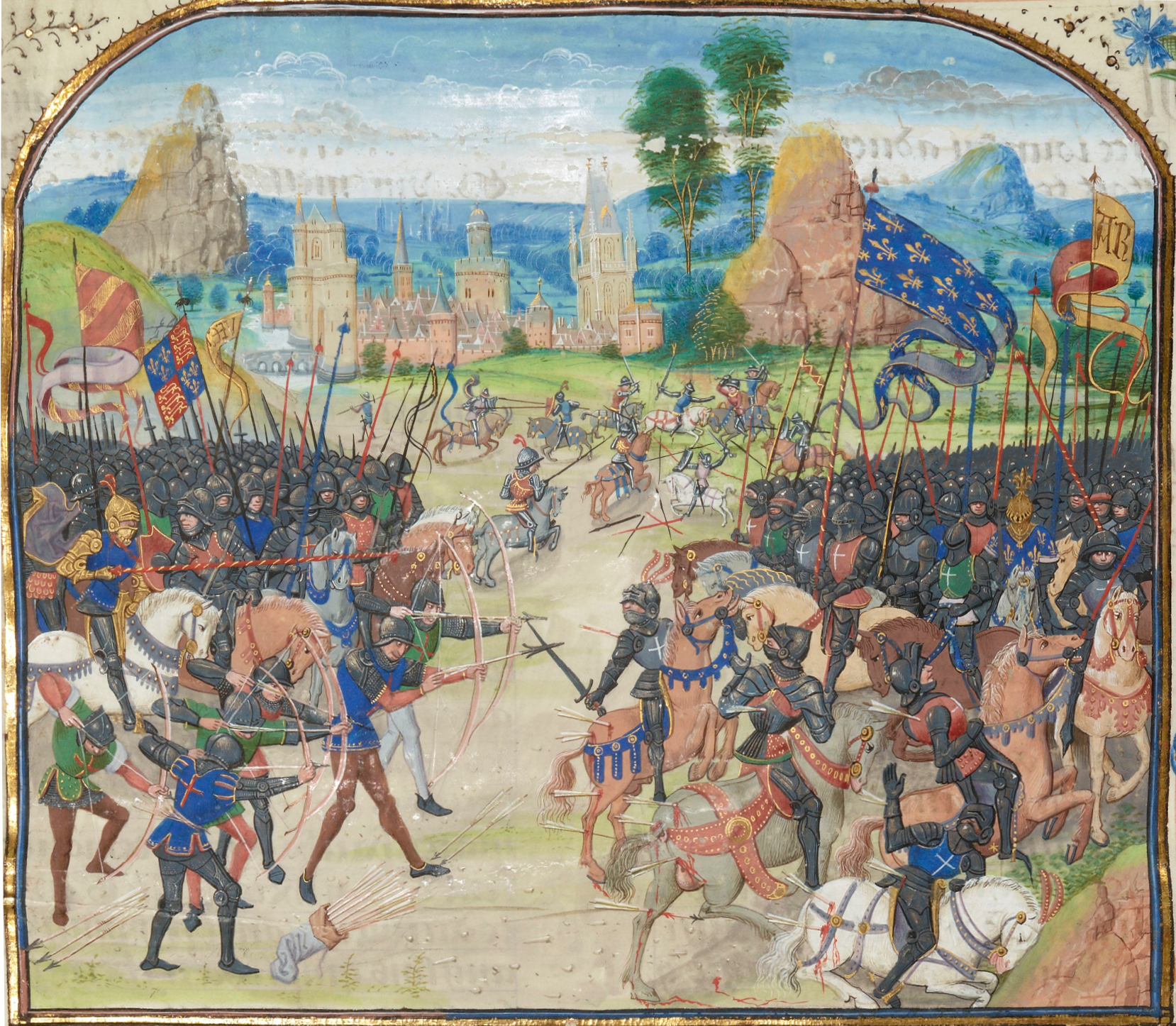
普瓦捷戰役

- 8月4日~9月19日——英法百年战争黑太子的骑行劫掠行动（英语：Black Prince's chevauchée of 1356），黑太子爱德华率军自波尔多出发，沿途洗劫了法兰西大片土地。
- 8月17日——佛兰德伯爵的军队于安德莱赫特附近的舒特（荷兰语：Scheut (Anderlecht)）击败布拉邦特军队（布拉邦特王位继承战争舒特战役（荷兰语：Slag bij Scheut））
- 8月18日——佛兰德军队在舒特战役后占领了布鲁塞尔[265]。
- 8月20日——佛兰德军队占领了梅赫伦[265]。
- 8月22日——佛兰德军队占领了鲁汶和菲尔福德[265]。
- 8月23日——佛兰德军队占领了安特卫普和赫林贝亨[265]。
- 8月24日——伊比利亚半岛西南部发生大地震（西班牙语：Terremoto de Cabo de San Vicente de 1356）[註 12]，这场地震影响了安达卢西亚西部和葡萄牙南部，使塞维利亚城受到严重破坏。
同日——佛兰德军队占领了蒂嫩和尼韦勒[265]。
  - 布拉邦特女公爵让娜仍控制布雷达、班什、斯海尔托亨博斯等城镇。在此期间她先逃往班什，后又逃往斯海尔托亨博斯。
- 9月初~9月8日——两彼得之战（英语：War of the Two Peters）阿利坎特围城战，阿拉贡的费迪南（西班牙语：Fernando de Aragón (1329-1363)）与卡斯蒂利亚国王佩德罗分别从陆上和海上进攻阿利坎特，并于9月8日攻下阿利坎特城堡[266]。这是两彼得之战的第一场大战役[267]。

- 9月19日——英法百年战争普瓦捷戰役，黑太子爱德华率领的英军以少胜多击败法军，当场俘获法王約翰二世、法王四子菲利普等人。
  - 此后法兰西由約翰之子查理王子（後來的查理五世）摄政（至1364年）。
  - 由于波旁公爵皮埃尔一世于本战阵亡，皮埃尔之子路易二世继承了波旁公爵之位。
- 10月初——神圣罗马帝国皇帝查理四世承诺支援布拉邦特[265]。
  - 该消息于10月6日由女公爵让娜传至布鲁塞尔与鲁汶，使众多贵族开始支持让娜一方[265]。
- 10月3日——兰开斯特公爵亨利率领的英军开始围攻由法国盟友布列塔尼公国控制的雷恩（英法百年战争（布列塔尼继承战争）雷恩围城战（英语：Siege of Rennes (1356–57)））。
- 10月4日——阿拉贡王国方的弗朗切斯科·德切尔维亚（加泰罗尼亚语：Francesc de Cervià）和休格·德切尔维亚（加泰罗尼亚语：Hug de Cervià）父子率军收复了阿利坎特，阿拉贡的费迪南幸免并出逃。
- 10月17日——埃里克十二世受贵族拥戴自立为瑞典国王，与他的父亲马格努斯四世为敌。瑞典爆发内战（瑞典语：Upproret_mot_Magnus_Eriksson#Första_upproret_(år_1356-år_1359)）。
  - 同日，阿拉贡的费迪南意欲夺回阿利坎特，但在附近的比亚尔战败。
- 10月18日——瑞士北部发生巴塞尔大地震，这场地震影响了法国与德国的广大地区，造成约1000人死亡，巴塞尔城及周围80余个城堡毁坏严重。这场地震是中欧历史上最强烈的地震[268]。
- 10月24日——在查理四世承诺支援这一消息的鼓舞下，埃弗拉德·塞克莱斯（英语：Everard t'Serclaes）带领市民驱逐了布鲁塞尔的佛兰德人，恢复布拉邦特统治[265]。
  - 未来数日被占领的布拉邦特诸城市都发生了类似的起义，使让娜与温塞斯拉斯成功恢复了除梅赫伦外布拉邦特各地的统治[265]。
- 11月15日——西蒙尼·波卡涅拉（英语：Simone Boccanegra）再度成为热那亚总督。
- 11月17日——神圣罗马帝国皇帝查理四世于帝国自由城市梅斯召开了梅斯帝国议会（英语：Diet of Metz (1356/57)）。
- 11月26日——在布拉班特成功袭击那慕尔后，那慕尔侯爵威廉一世与布拉班特签订停战协定[265]。
- 12月25日——查理四世于梅斯帝国议会上颁布了梅斯法令（即《1356年金玺诏书》的第二部分（第24-31章））。

#### 日期不明
- 神圣罗马帝国皇帝查理四世将境内的于利希伯国升格为公国。
- 那不勒斯国王路易吉一世与女王乔万娜一世在墨西拿加冕为西西里岛的统治者。
- 海尔德公爵雷金纳德三世也参与了布拉邦特王位继承战争，并与布拉邦特议和，获得蒂伦豪特镇[269]。
- Zeta under the Balšići（英语：Zeta under the Balšići）从塞尔维亚帝国中独立。
- 波兰国王卡齐米日三世准许波兰境内的利沃夫城使用马格德堡法律。
- 第一届汉萨同盟大会于吕贝克召开。
- 理查德·阿斯凯顿（英語：Richard d'Askeaton）被英国人任命为爱尔兰大法官（英语：Lord Chancellor of Ireland）[270]。
- 当时拥有世界上最大跨度桥拱的拱桥斯卡利杰罗桥于维罗纳完工。
- 立陶宛大公阿尔吉尔达斯从斯摩棱斯克公国手中夺取了布良斯克地区。
  - 有说法称阿尔吉尔达斯在当年就将布良斯克封给了他的儿子迪米特里（英语：Dmitry of Bryansk）[271]。

### 非洲

#### 埃及
- 巴赫里王朝蘇丹巴德尔丁·哈桑（英语：An-Nasir Hasan）将古代世界七大奇迹之一的吉萨大金字塔大部分外包石块挖去，并用于在开罗附近修建清真寺和堡垒，致使大金字塔仅剩阶梯型核心部分。

## 出生

### 欧洲

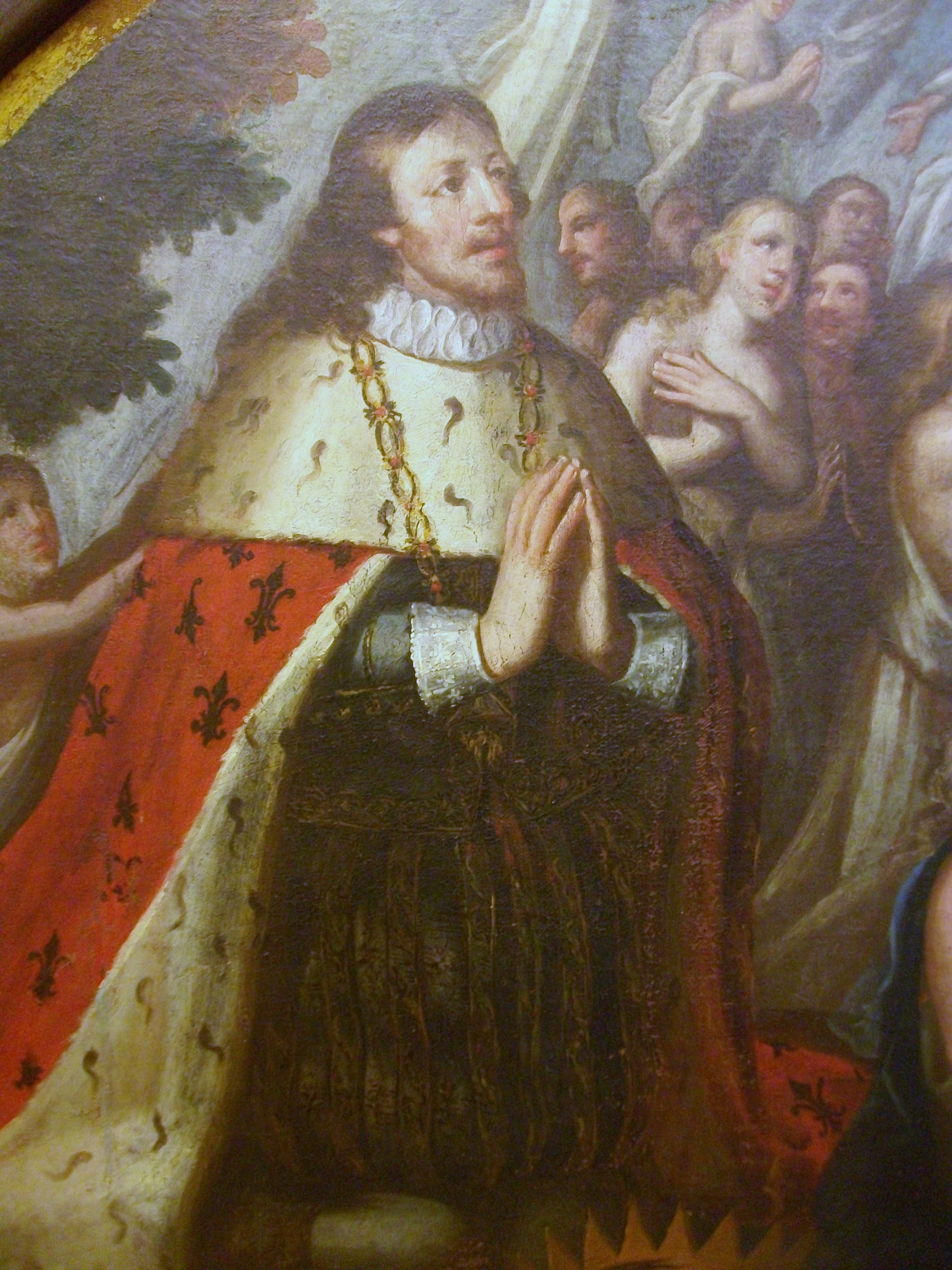
阿拉贡的马丁一世

- 7月29日——马丁一世，阿拉贡国王（逝世于1410年，53岁）
- 阿图瓦的罗伯特四世（英语：Robert IV of Artois, Count of Eu），厄镇伯爵（逝世于1387年）
- 皮诺一世（英语：Pino I Ordelaffi），弗利领主（逝世于1402年）

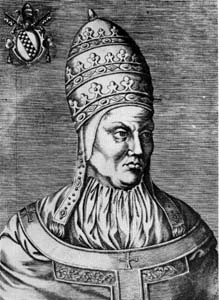
教宗博义九世

- 博义九世[註 13]，教宗（逝世于1404年）
- 托马斯三世（英语：Thomas III, Marquess of Saluzzo），萨卢佐（英语：Marquisate of Saluzzo）侯爵（逝世于1416年）

### 亚洲

#### 中国
- 12月3日——秦愍王朱樉，明太祖朱元璋次子（逝世于1395年，39岁）
- 扎巴绛曲，西藏帕木竹巴王朝统治者（逝世于1386年）
- 明升，元末明初明夏政权末代皇帝、高丽政治人物（逝世于1391年）
- 孔讷，明朝政治人物、衍圣公（逝世于1400年）
- 王度，明朝政治人物（逝世于1402年）
- 林右，明朝政治人物（逝世于1409年）
- 梁潜，明朝政治人物（逝世于1418年）
- 郑亨，明朝军事将领（逝世于1434年）
- 李英，明朝军事将领（逝世于1437年）

#### 日本
- 2月14日——真壁显干（日语：真壁顕幹），日本武将。（逝世于1415年，60岁）
- 大内义弘，日本大名（逝世于1400年）
- 二条师嗣（日语：二条師嗣），日本公卿（逝世于1400年）
- 兰庭明玉禅尼（日语：蘭庭明玉禅尼），日本大名伊达政宗之妻（逝世于1442年）

#### 朝鲜
- 7月12日——神德王后，朝鲜太祖正妃（逝世于1396年）
- 完南平府院君（朝鲜语：이조 (조선 초기 왕족)）李朝，朝鲜王国开国之君李成桂之侄（逝世于1408年）
- 赵璞（朝鲜语：조박），朝鲜政治人物（逝世于1408年）
- 徐愈（朝鲜语：서유），朝鲜政治人物（逝世于1411年）
- 边显（朝鲜语：변현），朝鲜政治人物（逝年不详）

#### 琉球
- 武宁，琉球中山王国末代国王（逝世于1406年）

#### 波斯
- 贾汉吉尔，帖木儿之长子（逝世于1376年）
- 烏馬爾·沙黑，帖木儿之次子（逝世于1394年）

## 逝世

### 歐洲

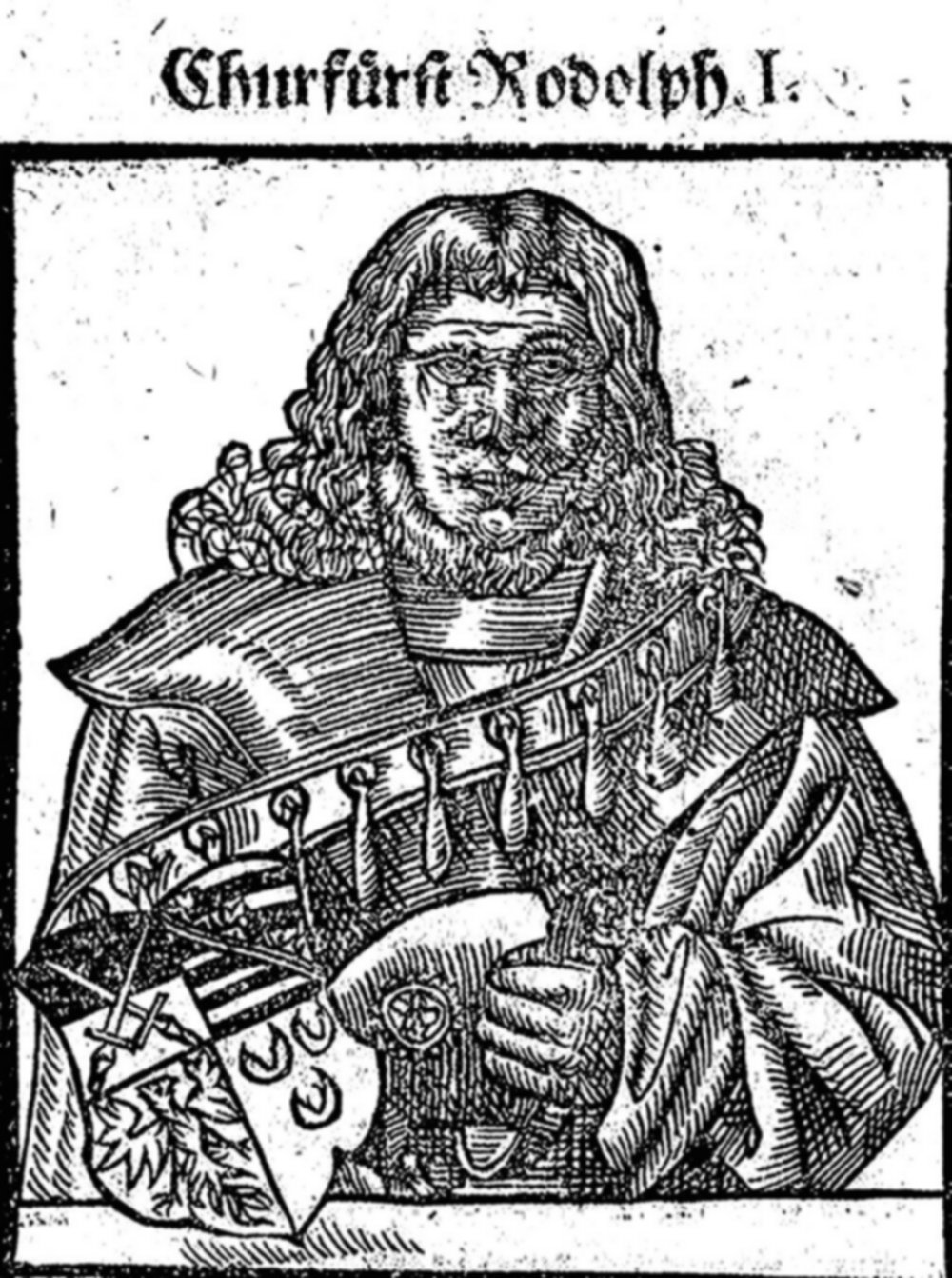
萨克森选帝侯鲁道夫一世

- 1月21日——约翰·温德洛克（德语：Johann Windlock），康斯坦茨主教，被暗杀（生年不详）
- 1月25日——莫里斯·菲茨杰拉德（英语：Maurice FitzGerald, 1st Earl of Desmond），德斯蒙德伯爵（英语：Earl of Desmond）（生年不详）
- 3月12日——鲁道夫一世，萨克森-维滕贝格公爵、萨克森选帝侯（出生于1284年）
- 4月5日（遭法王约翰二世处决）[272]
  - 让五世·德哈考特（法语：Jean V d'Harcourt），哈考特伯爵（法语：Liste_des_seigneurs_d'Harcourt#Comtes_d'Harcourt），纳瓦拉国王卡洛斯二世的支持者之一（出生于1320年）
  - 科林·杜拜特（法語：Colin Doublet），纳瓦拉国王卡洛斯二世的侍卫（生年不详）
  - 让·马莱·德格雷维尔（法語：Jean Malet sire de Graville），纳瓦拉国王卡洛斯二世的支持者之一（生年不详）[273]
- 6月21日——博尔科二世，奥波莱公爵（英语：Duke_of_Silesia#Dukes_of_Lower_and_Upper_Silesia）（出生于14世纪前）
- 6月23日——埃诺的玛格丽特二世，埃诺（英语：Count of Hainaut）与荷兰女伯爵，神圣羅馬帝國皇后（出生于1311年）
- 8月8日——乔瓦尼·格拉代尼戈（英语：Giovanni Gradenigo），威尼斯总督（出生于1280年）
- 8月11日——安德烈亚斯·冯·维斯利卡（德语：Andreas von Wislica），什未林主教（生年不详）

- 9月19日（于普瓦捷战役中阵亡）：
  - 法军：

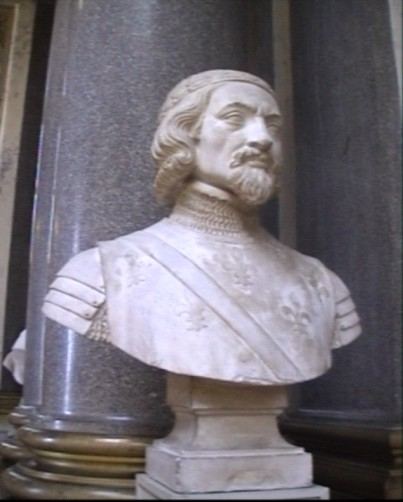
波旁公爵皮埃尔一世

    - 皮埃尔一世，波旁公爵（出生于1311年）
    - 戈蒂耶六世，布列讷伯爵、法兰西王室统帅（出生于1304年）
    - 让·德克莱蒙特（英语：Jean de Clermont），尚蒂伊与博蒙领主、法国元帅（出生于1300年至1306年之间[274][275]）
    - 若弗里·德沙尔尼（英语：Geoffroi de Charny），法军骑士，金焰旗掌旗官（出生于14世纪）
    - 于格三世·德卡斯泰尔诺-卡尔蒙特（法语：Hugues III de Castelnau-Calmont），法军贵族（出生于1294年）
    - 让四世·德沙托维兰（法语：Jean IV de Châteauvillain），沙托维兰领主（出生于1326年）
    - 杜拉佐的罗贝托（英语：Robert of Durazzo），那不勒斯贵族，随叔叔埃利·德塔列朗-佩里戈尔红衣主教（英语：Hélie de Talleyrand-Périgord (cardinal)）来和解双方，后加入法军作战（出生于1326年）
    - 尤斯塔斯·德里布蒙（英语：Eustace de Ribemont），里布蒙领主，法军旗手（生年不详）[276]
    - 雷诺四世·德蓬（法语：Renaud IV de Pons），蒂雷讷与卡拉（法语：Carladès）子爵、蓬镇领主（共治），雷诺五世之父（出生于1291年）[277]
    - 雷诺五世·德蓬（法语：Renaud V de Pons），蒂雷讷与卡拉子爵、蓬镇领主（共治），雷诺四世之子（出生于1330年左右）[278]
- 11月——杰弗里·德哈考特（英语：Geoffroy d'Harcourt），圣索弗子爵，战死于百年战争（生年不详）
- 11月9日——弗莱堡的弗里德里希（德语：Friedrich (Freiburg)），弗莱堡伯爵（英语：Counts of Freiburg）（出生于1316年）
- 日期不详：
  - 约翰三世，萨克森-贝格多夫-默尔恩公爵（生年不详）
  - 利波·梅米（英语：Lippo Memmi），意大利画家（生年不详）

### 亞洲

#### 中國
- 因谋反被元顺帝下令杖杀：
  - 哈麻，元朝政治人物，元顺帝时中書左丞相（生年不详）
  - 雪雪，元朝政治人物，元顺帝时御史大夫（生年不详）
- 福寿，元朝政治人物，死于朱元璋攻集慶（生年不详）
- 卜颜帖木儿，元朝将领，死于池州
- 日期不详：
  - 吳直方，元朝政治人物（出生于1275年，80岁）
  - 鄭允端，元朝女词人（出生于1327年，30岁）

#### 日本
- 1月24日——道昭（日语：道昭 (天台宗)），日本天台宗僧侣、歌人（出生于1281年）
- 4月2日——元观（日语：円観），日本天台宗僧侣（出生于1281年）
- 7月11日——斯波家兼（日语：斯波家兼），日本武将（出生于1308年）
- 7月27日——菊池武澄（日语：菊池武澄），日本武将（生年不详）
- 8月3日——卍庵士颜（日语：卍庵士顔），日本僧侣（出生于1283年）
- 8月13日——涩川直赖（日语：渋川直頼），日本武将（出生于1335年）
- 10月7日——尊圓入道親王，日本入道親王（出生于1298年）
- 10月17日——吉良满义（日语：吉良満義），日本武将（生年不详）
- 11月29日——堀川具信（日语：堀川具信），日本公卿（出生于1332年）
- 12月17日——宇都宫公纲，日本大名（出生于1302年）

#### 朝鲜
- 正月甲辰[註 14]——益城府院君洪鐸，高丽贵族，高丽忠惠王夫人和妃洪氏（朝鲜语：화비 홍씨）父[279]（出生于1295年）
- 七月戊申——印珰（朝鲜语：인당），高丽将领，被恭愍王杀死[280]（生年不详）
- 完原大君（朝鲜语：완원대군）李子宣，朝鲜王國開國之君李成桂叔父（出生于1331年）
- 因谋反被恭愍王杀死：
  - 權谦，高麗政治人物，北元權皇后之父（生年不详）
  - 奇轍，高麗政治人物，元朝奇皇后之次兄（生年不详）
  - 卢頙，高麗政治人物，權谦、奇轍的党羽（生年不详）
- 受奇轍案牽連被杀：
  - 奇轅，高麗政治人物，元朝奇皇后之三兄（生年不详）
  - 奇輈，高麗政治人物，元朝奇皇后之五弟（生年不详）
  - 奇輪，高麗政治人物，元朝奇皇后之六弟（生年不详）
  - 具荣俭，高丽政治人物（生年不详）
  - 元颢，高丽政治人物（生年不详）
  - 韩可贵，高丽政治人物（生年不详）

#### 印度
- 日期不详：
  - 诃里诃罗一世（英语：Harihara I），毗奢耶那伽罗帝国首任君主（生年不详）

#### 波斯
- 7月——谢赫·大哈散，札剌亦儿王朝首任君主（生年不详）

#### 安纳托利亚
- 日期不详：
  - 卡拉曼的穆萨（英语：Musa of Karaman），卡拉曼侯国贝伊（生年不详）

## 年历
| 1356年1月 |    |    |    |    |    |    |
| \| 日 \| 一 \| 二 \| 三 \| 四 \| 五 \| 六 \| \| \| \| \| \| 1 \| 2 \| 3 \| \| 4 \| 5 \| 6 \| 7 \| 8 \| 9 \| 10 \| \| 11 \| 12 \| 13 \| 14 \| 15 \| 16 \| 17 \| \| 18 \| 19 \| 20 \| 21 \| 22 \| 23 \| 24 \| \| 25 \| 26 \| 27 \| 28 \| 29 \| 30 \| 31 \| \| \| \| \| \| \| \| \| |    |    |    |    |    |    |
| 日 | 一 | 二 | 三 | 四 | 五 | 六 |
| |    |    |    | 1  | 2  | 3  |
| 4 | 5  | 6  | 7  | 8  | 9  | 10 |
| 11 | 12 | 13 | 14 | 15 | 16 | 17 |
| 18 | 19 | 20 | 21 | 22 | 23 | 24 |
| 25 | 26 | 27 | 28 | 29 | 30 | 31 |
| |    |    |    |    |    |    |

| 日 | 一 | 二 | 三 | 四 | 五 | 六 |
|    |    |    |    | 1  | 2  | 3  |
| 4  | 5  | 6  | 7  | 8  | 9  | 10 |
| 11 | 12 | 13 | 14 | 15 | 16 | 17 |
| 18 | 19 | 20 | 21 | 22 | 23 | 24 |
| 25 | 26 | 27 | 28 | 29 | 30 | 31 |
|    |    |    |    |    |    |    |

| 1356年2月 |    |    |    |    |    |    |
| \| 日 \| 一 \| 二 \| 三 \| 四 \| 五 \| 六 \| \| 1 \| 2 \| 3 \| 4 \| 5 \| 6 \| 7 \| \| 8 \| 9 \| 10 \| 11 \| 12 \| 13 \| 14 \| \| 15 \| 16 \| 17 \| 18 \| 19 \| 20 \| 21 \| \| 22 \| 23 \| 24 \| 25 \| 26 \| 27 \| 28 \| \| 29 \| \| \| \| \| \| \| \| \| \| \| \| \| \| \| |    |    |    |    |    |    |
| 日 | 一 | 二 | 三 | 四 | 五 | 六 |
| 1 | 2  | 3  | 4  | 5  | 6  | 7  |
| 8 | 9  | 10 | 11 | 12 | 13 | 14 |
| 15 | 16 | 17 | 18 | 19 | 20 | 21 |
| 22 | 23 | 24 | 25 | 26 | 27 | 28 |
| 29 |    |    |    |    |    |    |
| |    |    |    |    |    |    |

| 日 | 一 | 二 | 三 | 四 | 五 | 六 |
| 1  | 2  | 3  | 4  | 5  | 6  | 7  |
| 8  | 9  | 10 | 11 | 12 | 13 | 14 |
| 15 | 16 | 17 | 18 | 19 | 20 | 21 |
| 22 | 23 | 24 | 25 | 26 | 27 | 28 |
| 29 |    |    |    |    |    |    |
|    |    |    |    |    |    |    |

| 1356年3月 |    |    |    |    |    |    |
| \| 日 \| 一 \| 二 \| 三 \| 四 \| 五 \| 六 \| \| \| 1 \| 2 \| 3 \| 4 \| 5 \| 6 \| \| 7 \| 8 \| 9 \| 10 \| 11 \| 12 \| 13 \| \| 14 \| 15 \| 16 \| 17 \| 18 \| 19 \| 20 \| \| 21 \| 22 \| 23 \| 24 \| 25 \| 26 \| 27 \| \| 28 \| 29 \| 30 \| 31 \| \| \| \| \| \| \| \| \| \| \| \| |    |    |    |    |    |    |
| 日 | 一 | 二 | 三 | 四 | 五 | 六 |
| | 1  | 2  | 3  | 4  | 5  | 6  |
| 7 | 8  | 9  | 10 | 11 | 12 | 13 |
| 14 | 15 | 16 | 17 | 18 | 19 | 20 |
| 21 | 22 | 23 | 24 | 25 | 26 | 27 |
| 28 | 29 | 30 | 31 |    |    |    |
| |    |    |    |    |    |    |

| 日 | 一 | 二 | 三 | 四 | 五 | 六 |
|    | 1  | 2  | 3  | 4  | 5  | 6  |
| 7  | 8  | 9  | 10 | 11 | 12 | 13 |
| 14 | 15 | 16 | 17 | 18 | 19 | 20 |
| 21 | 22 | 23 | 24 | 25 | 26 | 27 |
| 28 | 29 | 30 | 31 |    |    |    |
|    |    |    |    |    |    |    |

| 1356年4月 |    |    |    |    |    |    |
| \| 日 \| 一 \| 二 \| 三 \| 四 \| 五 \| 六 \| \| \| \| \| \| 1 \| 2 \| 3 \| \| 4 \| 5 \| 6 \| 7 \| 8 \| 9 \| 10 \| \| 11 \| 12 \| 13 \| 14 \| 15 \| 16 \| 17 \| \| 18 \| 19 \| 20 \| 21 \| 22 \| 23 \| 24 \| \| 25 \| 26 \| 27 \| 28 \| 29 \| 30 \| \| \| \| \| \| \| \| \| \| |    |    |    |    |    |    |
| 日 | 一 | 二 | 三 | 四 | 五 | 六 |
| |    |    |    | 1  | 2  | 3  |
| 4 | 5  | 6  | 7  | 8  | 9  | 10 |
| 11 | 12 | 13 | 14 | 15 | 16 | 17 |
| 18 | 19 | 20 | 21 | 22 | 23 | 24 |
| 25 | 26 | 27 | 28 | 29 | 30 |    |
| |    |    |    |    |    |    |

| 日 | 一 | 二 | 三 | 四 | 五 | 六 |
|    |    |    |    | 1  | 2  | 3  |
| 4  | 5  | 6  | 7  | 8  | 9  | 10 |
| 11 | 12 | 13 | 14 | 15 | 16 | 17 |
| 18 | 19 | 20 | 21 | 22 | 23 | 24 |
| 25 | 26 | 27 | 28 | 29 | 30 |    |
|    |    |    |    |    |    |    |

| 1356年5月 |    |    |    |    |    |    |
| \| 日 \| 一 \| 二 \| 三 \| 四 \| 五 \| 六 \| \| \| \| \| \| \| \| 1 \| \| 2 \| 3 \| 4 \| 5 \| 6 \| 7 \| 8 \| \| 9 \| 10 \| 11 \| 12 \| 13 \| 14 \| 15 \| \| 16 \| 17 \| 18 \| 19 \| 20 \| 21 \| 22 \| \| 23 \| 24 \| 25 \| 26 \| 27 \| 28 \| 29 \| \| 30 \| 31 \| \| \| \| \| \| |    |    |    |    |    |    |
| 日 | 一 | 二 | 三 | 四 | 五 | 六 |
| |    |    |    |    |    | 1  |
| 2 | 3  | 4  | 5  | 6  | 7  | 8  |
| 9 | 10 | 11 | 12 | 13 | 14 | 15 |
| 16 | 17 | 18 | 19 | 20 | 21 | 22 |
| 23 | 24 | 25 | 26 | 27 | 28 | 29 |
| 30 | 31 |    |    |    |    |    |

| 日 | 一 | 二 | 三 | 四 | 五 | 六 |
|    |    |    |    |    |    | 1  |
| 2  | 3  | 4  | 5  | 6  | 7  | 8  |
| 9  | 10 | 11 | 12 | 13 | 14 | 15 |
| 16 | 17 | 18 | 19 | 20 | 21 | 22 |
| 23 | 24 | 25 | 26 | 27 | 28 | 29 |
| 30 | 31 |    |    |    |    |    |

| 1356年6月 |    |    |    |    |    |    |
| \| 日 \| 一 \| 二 \| 三 \| 四 \| 五 \| 六 \| \| \| \| 1 \| 2 \| 3 \| 4 \| 5 \| \| 6 \| 7 \| 8 \| 9 \| 10 \| 11 \| 12 \| \| 13 \| 14 \| 15 \| 16 \| 17 \| 18 \| 19 \| \| 20 \| 21 \| 22 \| 23 \| 24 \| 25 \| 26 \| \| 27 \| 28 \| 29 \| 30 \| \| \| \| \| \| \| \| \| \| \| \| |    |    |    |    |    |    |
| 日 | 一 | 二 | 三 | 四 | 五 | 六 |
| |    | 1  | 2  | 3  | 4  | 5  |
| 6 | 7  | 8  | 9  | 10 | 11 | 12 |
| 13 | 14 | 15 | 16 | 17 | 18 | 19 |
| 20 | 21 | 22 | 23 | 24 | 25 | 26 |
| 27 | 28 | 29 | 30 |    |    |    |
| |    |    |    |    |    |    |

| 日 | 一 | 二 | 三 | 四 | 五 | 六 |
|    |    | 1  | 2  | 3  | 4  | 5  |
| 6  | 7  | 8  | 9  | 10 | 11 | 12 |
| 13 | 14 | 15 | 16 | 17 | 18 | 19 |
| 20 | 21 | 22 | 23 | 24 | 25 | 26 |
| 27 | 28 | 29 | 30 |    |    |    |
|    |    |    |    |    |    |    |

| 1356年7月 |    |    |    |    |    |    |
| \| 日 \| 一 \| 二 \| 三 \| 四 \| 五 \| 六 \| \| \| \| \| \| 1 \| 2 \| 3 \| \| 4 \| 5 \| 6 \| 7 \| 8 \| 9 \| 10 \| \| 11 \| 12 \| 13 \| 14 \| 15 \| 16 \| 17 \| \| 18 \| 19 \| 20 \| 21 \| 22 \| 23 \| 24 \| \| 25 \| 26 \| 27 \| 28 \| 29 \| 30 \| 31 \| \| \| \| \| \| \| \| \| |    |    |    |    |    |    |
| 日 | 一 | 二 | 三 | 四 | 五 | 六 |
| |    |    |    | 1  | 2  | 3  |
| 4 | 5  | 6  | 7  | 8  | 9  | 10 |
| 11 | 12 | 13 | 14 | 15 | 16 | 17 |
| 18 | 19 | 20 | 21 | 22 | 23 | 24 |
| 25 | 26 | 27 | 28 | 29 | 30 | 31 |
| |    |    |    |    |    |    |

| 日 | 一 | 二 | 三 | 四 | 五 | 六 |
|    |    |    |    | 1  | 2  | 3  |
| 4  | 5  | 6  | 7  | 8  | 9  | 10 |
| 11 | 12 | 13 | 14 | 15 | 16 | 17 |
| 18 | 19 | 20 | 21 | 22 | 23 | 24 |
| 25 | 26 | 27 | 28 | 29 | 30 | 31 |
|    |    |    |    |    |    |    |

| 1356年8月 |    |    |    |    |    |    |
| \| 日 \| 一 \| 二 \| 三 \| 四 \| 五 \| 六 \| \| 1 \| 2 \| 3 \| 4 \| 5 \| 6 \| 7 \| \| 8 \| 9 \| 10 \| 11 \| 12 \| 13 \| 14 \| \| 15 \| 16 \| 17 \| 18 \| 19 \| 20 \| 21 \| \| 22 \| 23 \| 24 \| 25 \| 26 \| 27 \| 28 \| \| 29 \| 30 \| 31 \| \| \| \| \| \| \| \| \| \| \| \| \| |    |    |    |    |    |    |
| 日 | 一 | 二 | 三 | 四 | 五 | 六 |
| 1 | 2  | 3  | 4  | 5  | 6  | 7  |
| 8 | 9  | 10 | 11 | 12 | 13 | 14 |
| 15 | 16 | 17 | 18 | 19 | 20 | 21 |
| 22 | 23 | 24 | 25 | 26 | 27 | 28 |
| 29 | 30 | 31 |    |    |    |    |
| |    |    |    |    |    |    |

| 日 | 一 | 二 | 三 | 四 | 五 | 六 |
| 1  | 2  | 3  | 4  | 5  | 6  | 7  |
| 8  | 9  | 10 | 11 | 12 | 13 | 14 |
| 15 | 16 | 17 | 18 | 19 | 20 | 21 |
| 22 | 23 | 24 | 25 | 26 | 27 | 28 |
| 29 | 30 | 31 |    |    |    |    |
|    |    |    |    |    |    |    |

| 1356年9月 |    |    |    |    |    |    |
| \| 日 \| 一 \| 二 \| 三 \| 四 \| 五 \| 六 \| \| \| \| \| 1 \| 2 \| 3 \| 4 \| \| 5 \| 6 \| 7 \| 8 \| 9 \| 10 \| 11 \| \| 12 \| 13 \| 14 \| 15 \| 16 \| 17 \| 18 \| \| 19 \| 20 \| 21 \| 22 \| 23 \| 24 \| 25 \| \| 26 \| 27 \| 28 \| 29 \| 30 \| \| \| \| \| \| \| \| \| \| \| |    |    |    |    |    |    |
| 日 | 一 | 二 | 三 | 四 | 五 | 六 |
| |    |    | 1  | 2  | 3  | 4  |
| 5 | 6  | 7  | 8  | 9  | 10 | 11 |
| 12 | 13 | 14 | 15 | 16 | 17 | 18 |
| 19 | 20 | 21 | 22 | 23 | 24 | 25 |
| 26 | 27 | 28 | 29 | 30 |    |    |
| |    |    |    |    |    |    |

| 日 | 一 | 二 | 三 | 四 | 五 | 六 |
|    |    |    | 1  | 2  | 3  | 4  |
| 5  | 6  | 7  | 8  | 9  | 10 | 11 |
| 12 | 13 | 14 | 15 | 16 | 17 | 18 |
| 19 | 20 | 21 | 22 | 23 | 24 | 25 |
| 26 | 27 | 28 | 29 | 30 |    |    |
|    |    |    |    |    |    |    |

| 1356年10月 |    |    |    |    |    |    |
| \| 日 \| 一 \| 二 \| 三 \| 四 \| 五 \| 六 \| \| \| \| \| \| \| 1 \| 2 \| \| 3 \| 4 \| 5 \| 6 \| 7 \| 8 \| 9 \| \| 10 \| 11 \| 12 \| 13 \| 14 \| 15 \| 16 \| \| 17 \| 18 \| 19 \| 20 \| 21 \| 22 \| 23 \| \| 24 \| 25 \| 26 \| 27 \| 28 \| 29 \| 30 \| \| 31 \| \| \| \| \| \| \| |    |    |    |    |    |    |
| 日 | 一 | 二 | 三 | 四 | 五 | 六 |
| |    |    |    |    | 1  | 2  |
| 3 | 4  | 5  | 6  | 7  | 8  | 9  |
| 10 | 11 | 12 | 13 | 14 | 15 | 16 |
| 17 | 18 | 19 | 20 | 21 | 22 | 23 |
| 24 | 25 | 26 | 27 | 28 | 29 | 30 |
| 31 |    |    |    |    |    |    |

| 日 | 一 | 二 | 三 | 四 | 五 | 六 |
|    |    |    |    |    | 1  | 2  |
| 3  | 4  | 5  | 6  | 7  | 8  | 9  |
| 10 | 11 | 12 | 13 | 14 | 15 | 16 |
| 17 | 18 | 19 | 20 | 21 | 22 | 23 |
| 24 | 25 | 26 | 27 | 28 | 29 | 30 |
| 31 |    |    |    |    |    |    |

| 1356年11月 |    |    |    |    |    |    |
| \| 日 \| 一 \| 二 \| 三 \| 四 \| 五 \| 六 \| \| \| 1 \| 2 \| 3 \| 4 \| 5 \| 6 \| \| 7 \| 8 \| 9 \| 10 \| 11 \| 12 \| 13 \| \| 14 \| 15 \| 16 \| 17 \| 18 \| 19 \| 20 \| \| 21 \| 22 \| 23 \| 24 \| 25 \| 26 \| 27 \| \| 28 \| 29 \| 30 \| \| \| \| \| \| \| \| \| \| \| \| \| |    |    |    |    |    |    |
| 日 | 一 | 二 | 三 | 四 | 五 | 六 |
| | 1  | 2  | 3  | 4  | 5  | 6  |
| 7 | 8  | 9  | 10 | 11 | 12 | 13 |
| 14 | 15 | 16 | 17 | 18 | 19 | 20 |
| 21 | 22 | 23 | 24 | 25 | 26 | 27 |
| 28 | 29 | 30 |    |    |    |    |
| |    |    |    |    |    |    |

| 日 | 一 | 二 | 三 | 四 | 五 | 六 |
|    | 1  | 2  | 3  | 4  | 5  | 6  |
| 7  | 8  | 9  | 10 | 11 | 12 | 13 |
| 14 | 15 | 16 | 17 | 18 | 19 | 20 |
| 21 | 22 | 23 | 24 | 25 | 26 | 27 |
| 28 | 29 | 30 |    |    |    |    |
|    |    |    |    |    |    |    |

| 1356年12月 |    |    |    |    |    |    |
| \| 日 \| 一 \| 二 \| 三 \| 四 \| 五 \| 六 \| \| \| \| \| 1 \| 2 \| 3 \| 4 \| \| 5 \| 6 \| 7 \| 8 \| 9 \| 10 \| 11 \| \| 12 \| 13 \| 14 \| 15 \| 16 \| 17 \| 18 \| \| 19 \| 20 \| 21 \| 22 \| 23 \| 24 \| 25 \| \| 26 \| 27 \| 28 \| 29 \| 30 \| 31 \| \| \| \| \| \| \| \| \| \| |    |    |    |    |    |    |
| 日 | 一 | 二 | 三 | 四 | 五 | 六 |
| |    |    | 1  | 2  | 3  | 4  |
| 5 | 6  | 7  | 8  | 9  | 10 | 11 |
| 12 | 13 | 14 | 15 | 16 | 17 | 18 |
| 19 | 20 | 21 | 22 | 23 | 24 | 25 |
| 26 | 27 | 28 | 29 | 30 | 31 |    |
| |    |    |    |    |    |    |

| 日 | 一 | 二 | 三 | 四 | 五 | 六 |
|    |    |    | 1  | 2  | 3  | 4  |
| 5  | 6  | 7  | 8  | 9  | 10 | 11 |
| 12 | 13 | 14 | 15 | 16 | 17 | 18 |
| 19 | 20 | 21 | 22 | 23 | 24 | 25 |
| 26 | 27 | 28 | 29 | 30 | 31 |    |
|    |    |    |    |    |    |    |

## 相关
- 1356 (小说)（英语：1356 (novel)），一本以1356年普瓦捷战役为背景的历史小说。

### 文献

#### 中国[註 15]
- 元史
- 明本纪
- 明实录
- 元史续编
- 罪惟录
- 名山藏
- 明史纪事本末
- 明史
- 资治通鉴后编
- 续资治通鉴
- 新元史

#### 朝鲜
- 高丽史
- 东国通鉴（https://dl.ndl.go.jp/info:ndljp/pid/1088226）
- 东史纲目（https://dl.ndl.go.jp/info:ndljp/pid/945660）